# Ali Baba i czterdziestu rozbójników (film 1944)
Ali Baba i czterdziestu rozbójników (ang. Ali Baba and the Forty Thieves) – amerykański film przygodowy z 1944 roku, będący adaptacją baśni z Księgi tysiąca i jednej nocy o tym samym tytule.
Dystrybucją filmu na terenie Polski zajmowało się Przedsiębiorstwo Państwowe Film Polski.

## Fabuła
W trakcie mongolskiej inwazji na Bagdad ich przywódca Hulagu-chan rozkazuje odnaleźć zbiegłego kalifa Hassana. Syn ukrywającego się kalifa, Ali ma zostać wysłany do Basry, wcześniej zawiera pakt krwi z córką księcia Kassima, Amarą. Kassim okazuje się zdrajcą i kalif ginie z rąk Mongołów. Ali zmuszony jest uciekać. Podczas tułaczki natyka się na rozbójników ukrywających swe łupy w jaskini zamykanej i otwieranej hasłem „sezamie, otwórz/zamknij się”. Oznajmia im o śmierci kalifa i zostaje przez nich adoptowany.
Dziesięć lat później rozbójnicy są jedynym ruchem oporu wobec Mongołów, a dorosły już Ali ochrzczony przez herszta – Starego Babę jako Ali Baba jest ich członkiem. Śledzą oni karawanę z kobietą przeznaczoną Hulagu-chanowi. Ali Baba zostaje schwytany i skazany na śmierć. Narzeczona Hulagu-chana rozkazuje swemu niewolnikowi i ochroniarzowi Jamielowi napoić Ali Babę w drodze na egzekucję. Narzeczoną Hulagu-chana okazuje się dorosła Amara będąca zapłatą Kassima. Dzień przed egzekucją Kassim dostrzega u Alego naszyjnik z pieczęcią kalifa rozpoznając go, ale zachowuje wiedzę dla siebie. Ali przysięga zemstę Kassimowi.
Rozbójnikom udaje się odbić Alego i uprowadzić Amarę, jednak Stary Baba umiera od ran zadanych w walce ze strażnikami. Ich śladem podąża Jamiel, który idolizuje rozbójników, a w szczególności Ali Babę za pomoc mieszkańcom Bagdadu. Otrzymuje zadanie dostarczenie Hulagu-chanowi listu z okupem: w zamian za Amarę ma oddać Kassima. Rozbójnicy ukrywają się w rezydencji Kassima, by czekać na jego przybycie. Tam Ali rozpoznaje Amarę i odradza się w nim uczucie do niej. Rezygnuje z zabicia Kassima i odsyła Amarę do Hulagu-chana. Ten odkrywa, że Ali Baba to zaginiony syn kalifa.
Podczas zbliżającego się Ramadanu Amara ma wziąć ślub z Hulagu-chanem pod groźbą zabicia ojca. Ali Baba postanawia ją ocalić podstępem. Przebiera się za basryjskiego kupca, a rozbójnicy ukrywają się w wazach oliwy założonych na mułach i dociera na wesele. Kassim donosi Hulagu-chanowi o prawdziwej tożsamości kupca i podczas pokazu mongolskich tancerzy ci mieczami atakują wazy, w który był tylko piach. Rozgniewany Hulagu-chan zabija Kassima.
Rozbójnicy wraz z mieszkańcami Bagdadu rozpoczynają atak na pałac, a Ali staje do pojedynku z Hulagu-chanem. W trakcie szturmu Jamiel i Amara otwierają bramy dla tłumu, który wdziera się i obezwładnia Mongołów. Gdy Hulagu Khan ma zadać ostateczny cios Alemu, zostaje zabity przez Abdullaha, powiernika Alego. Mongolskie rządy w Bagdadzie zostają obalone, a na znak zwycięstwa Jamiel podnosi arabską flagę na szczycie najwyższej wieży pałacu.

## Obsada
- Jon Hall – Ali Baba
- Maria Montez – Amara
- Turhan Bey – Jamiel
- Andy Devine – Abdullah
- Kurt Katch – Hulagu-chan
- Frank Puglia – książę Kassim
- Fortunio Bonanova – Stary Baba
- Ramsay Ames – Nalu
- Moroni Olsen – kalif Hassan
- Harry Cording – Mahmoud

## Produkcja
Rolę Jamiela miał zagrać indyjski aktor Sabu. Kiedy jednak wstąpił do amerykańskiej armii, rolę tę przejął austriacki aktor pochodzenia turecko-czeskiego Turhan Bey.
Maria Montez przyznała, że zagrała w filmie tylko „trzy lub cztery razy”.